# (34761) 2001 QM179
2001 QM179 (asteroide 34761) é um asteroide da cintura principal. Possui uma excentricidade de 0.11722310 e uma inclinação de 5.98658º.
Este asteroide foi descoberto no dia 28 de agosto de 2001 por NEAT em Palomar.